# Tóth Levente
Tóth Levente (Szeged, 1972. március 13. –) magyar színész.

## Életpályája
Középiskolai tanulmányait a szegedi Radnóti Miklós Gimnáziumban illetve a szentesi Horváth Mihály Gimnáziumban, színi tanulmányait a Teátrum Színiakadémián végezte, diplomáját a Szent István Egyetem Gazdaság- és Társadalomtudományi Karán szerezte. 1998-tól az egri Gárdonyi Géza Színház társulatának tagja. A színészet mellett rendezéssel is foglalkozik. Felesége Poczik Andrea színésznő, pedagógus.

## Fontosabb színházi szerepei
- William Shakespeare: Romeo és Júlia... Benvolio, Montague unokaöccse, Romeo barátja; Baltazár, Romeo legénye
- William Shakespeare: Ahogy tetszik... Második úr, nemes mindkét herceg kíséretében
- William Shakespeare: Hamlet... Marcellus; II. Sírásó; Lucianus
- Carlo Goldoni: A kávéház... Pincér, a kávéházból
- Carlo Goldoni: Két úr szolgája... Brighella
- Johann Wolfgang von Goethe: Faust... Mesterlegény; Servibilis
- Henrik Ibsen: A vadkacsa... Gregers Werle, a nagykereskedő fia
- Eugene O’Neill: Utazás az éjszakába... Ifj. James Tyrone
- Mihail Afanaszjevics Bulgakov: A Mester és Margarita... Lihogyejev, a Varietészínház igazgatója
- Gabriel García Márquez: Száz év magány... Apicius
- George Bernard Shaw: Szent Johanna... Intéző
- Friedrich Dürrenmatt: Az öreg hölgy látogatása... Második polgár
- Friedrich Dürrenmatt: Fizikusok... Oscar Rose, Misszionárius
- Neil Simon: Pletykák... Dr. Ernie Causak
- Jevgenyij Lvovics Svarc: Hókirálynő... Herceg úrfi
- E. T. A. Hoffmann: Diótörő... Frici, Marika bátyja (mindig jól öltözött); Kis egér (izgága)
- Móricz Zsigmond: Légy jó mindhalálig... Nagy úr, VIII. o.
- Móricz Zsigmond: Rokonok... Martiny doktor
- Heltai Jenő: Tündérlaki lányok... Pázmán Sándor
- Gárdonyi Géza: Annuska... Lukács, szabó
- Molnár Ferenc: A Pál utcai fiúk... Richter
- Molnár Ferenc: Játék a kastélyban... A lakáj
- Móra Ferenc: A didergő király... Dr. Bacilus, az udvari doktor
- Pozsgai Zsolt – Herczeg Ferenc: Balatoni rege... Stóziusz
- Moravetz Levente – Balásy Szabolcs – Horváth Krisztián – Papp Zoltán: Zrínyi 1566... Gerecs Bartolus hadnagy
- Moravetz Levente – Balásy Szabolcs – Horváth Krisztián: A fejedelem... Lehmann kapitány
- Böhm György – Horváth Péter – Korcsmáros György – Balázs Béla – Radványi Géza: Valahol Európában... Sógor, Koldus, Fogoly
- Horváth Péter: Kerti mulatság avagy írók a fogason... Kellékes
- Csemer Géza – Szakcsi Lakatos Béla: Cigánykerék... Sámli, a Lord
- Déry Tibor – Pós Sándor – Presser Gábor – Adamis Anna: Képzelt riport egy amerikai popfesztiválról... Riporter
- Kornis Mihály: Halleluja... Vőlegény; Tarkainges
- Bacsó Péter: Te rongyos élet... Színész
- Kerényi Imre – Balogh Elemér: Csíksomlyói passió... Százados; 1. Tanú; Torkosság
- Márton László: A nagyratörő... Benkner Márk, szamosújvári alkapitány
- Márton László: Az állhatatlan... Lugosi Ferenc, kővári kapitány; Huszár Péter, mezei kapitány
- Márton László: A törött nádszál... Egy polgár
- Gál Elemér: Héthavas gyermekei... Aracs, íjász Kisvárban
- Vajda Katalin – Luigi Magni – Bernardino Zapponi: Legyetek jók, ha tudtok!... Elia
- Rákos Péter: Mumus... November
- Fésűs Éva: A palacsintás király... Derelye főszakács
- Szamuil Marsak: Tizenkét hónap... Szputnyik
- Darvasi László: Trapiti... Kukta Gerozán
- Hendry Mária: Tündér Míra... Tóbiás, udvari bolond, kincstárnok
- Szőke Andrea: Mesék a fiókból... Dögönye, a nehézkes gyurma
- Grimm fivérek – Szőke Andrea: Rigócsőr királyfi... Mazolini mester, festő
- Pamela Gems: Piaf... Lucien; Georges; Theo
- Paul Pörtner: Hajmeresztő... Mike Thomas
- Siegfried Geyer: Gyertyafénykeringő... Péter
- Richard Rodgers – Oscar Hammerstein II.: A muzsika hangja... Franz, az inas
- Brandon Thomas: Charley nénje... Brasett, szolga
- Peter Shaffer: Black Comedy... Harold Gorringe
- William Gibson: Libikóka... Jerry
- Eric Elice – Roger Rees: Kettős játszma... Duncan McFee
- Marcel Mithois – Aldobolyi Nagy György: A férjvadász... Gaston, a titkár
- Lehár Ferenc: Luxemburg grófja... Saville
- Ábrahám Pál: 3:1 a szerelem javára... Londiner
- Ábrahám Pál: Bál a Savoyban... Monsieur Albert
- Eisemann Mihály – Szilágyi László: Fekete Péter... Lionel du Chagrin
- Huszka Jenő: Gül Baba... Tolvaj; Szpáhi kapitány
- Zerkovitz Béla – Szilágyi László: Csókos asszony... Rendőr
- Farkas Ferenc: Csínom Palkó... Lange őrnagy, császári futár
- Fényes Szabolcs – Békeffi István: Rigó Jancsi... Impresszárió

## Rendezéseiből
- Peter Quilter: Duettek, avagy Mr. és Mrs.